# Brave (moteur de recherche)
Pour les articles homonymes, voir Brave.
Le moteur de recherche Brave, également appelé Brave Search, est un moteur de recherche créé par Brave Software en 2021, souhaitant proposer une alternative aux géants du Web dans le secteur.

## Historique
Brave Search démarre en version bêta après l'acquisition de Tailcat, moteur de recherche développé par Cliqz, et censé servir de base à son index indépendant.
En 2021,  Brave  lance la bêta de Brave Search. En octobre de la même année, Brave Search a remplacé Qwant en France et Google aux États-Unis comme moteur de recherche par défaut du navigateur Brave.
En juin 2022, Brave a mis fin à son stade bêta et a été publié en version stable.
En mars 2023, Brave Software lance la fonctionnalité « Summarizer », qui, basée sur une IA, est un outil de résumé. En aout de la même année, il propose la fonctionnalité de recherche d'images et de vidéos.

## Fonctionnalités
- Indexation Web indépendante[8] : Brave se sert de son propre index de recherche et ne dépend pas de moteurs de recherche comme Google ou Bing[9];
- Goggles : fonctionnalité permettant aux utilisateurs de filtrer leurs résultats;[pas clair]
- Projet de découverte Web : les utilisateurs peuvent activer cette fonctionnalité pour aider Brave à améliorer leurs résultats;[évasif]
- IA : en 2023 Brave lance son IA conversationnelle[10].

## Liens
- Site officiel